# 프실로피톤

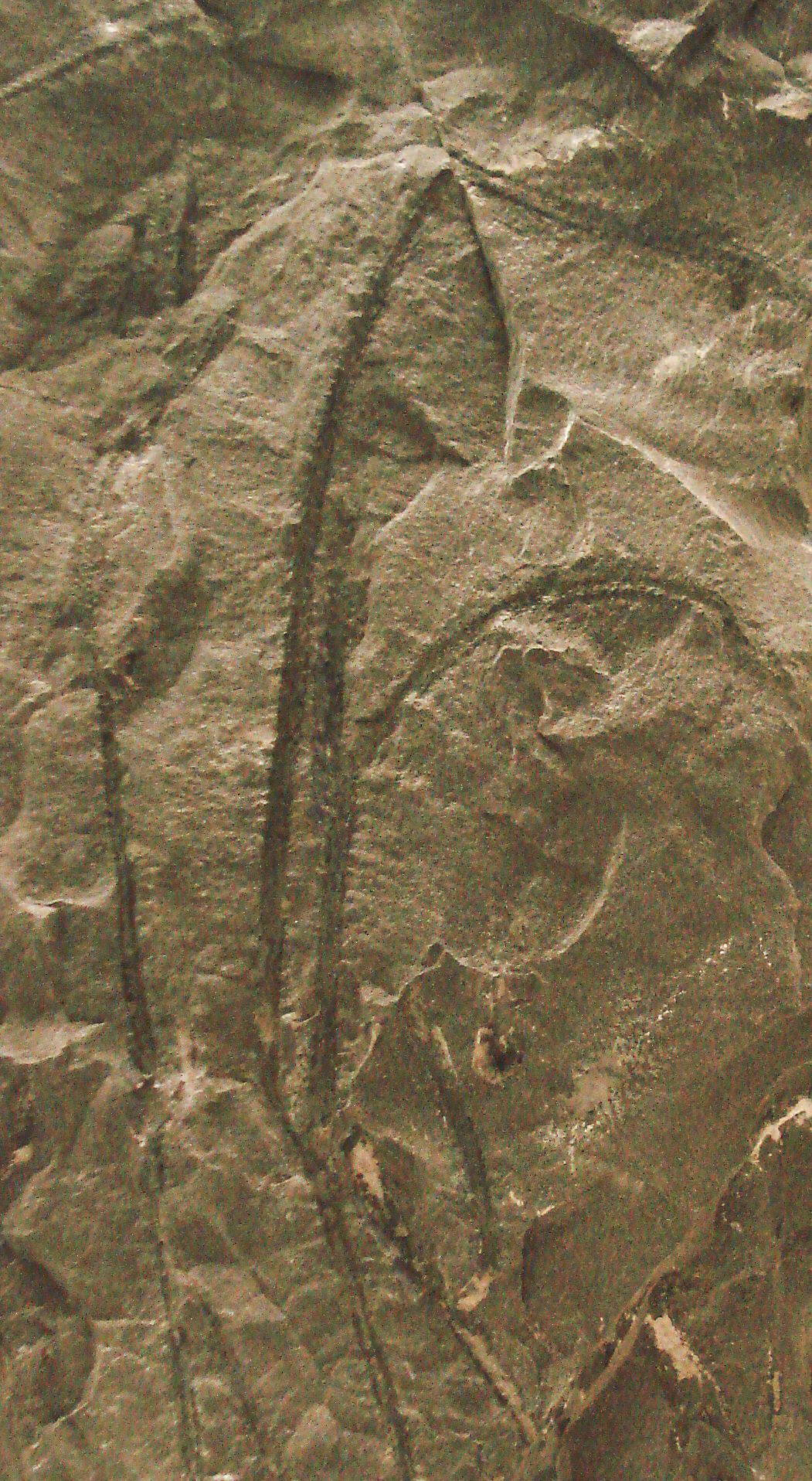
화석

프실로피톤(Psilophyton)은 관다발식물의 속의 하나이다. 1859년 처음 기록된 이 식물은 데본기에 속한 것으로 알려진 최초의 화석 식물 가운데 하나이다. 또, 데본기 중기의 화석 식물로, 최초의 육생 양치식물의 화석이다. 종들은 미국 메인주 북부 지역, 캐나다, 체코공화국, 중국 윈난성에서 발견되었다. 줄기에는 가시 모양의 돌기가 드문드문 나 있는데, 이를 통해 후에 작은 잎으로 진화된 것으로 추정된다.

## 종
- Psilophyton dawsonii (가장 잘 알려진 종)
- P. princeps (최초 발견 종)
- P. crenulatum (캐나다에서 발견)
- P. dapsile (미국 메인주에서 발견)
- P. primitivum (중국 윈난성에서 발견)